# Craugastor milesi
Craugastor milesi is een kikker uit de familie Craugastoridae. De soort werd voor het eerst wetenschappelijk beschreven door Karl Patterson Schmidt in 1933. Oorspronkelijk werd de wetenschappelijke naam Eleutherodactylus milesi gebruikt.
De soortaanduiding milesi is een eerbetoon aan een zekere M. S. Miles, een Amerikaan die in Honduras woonde en onderdak bood aan de wetenschappers die onderzoek deden naar de verschillende kikkers in het gebied.
De soort komt voor in delen van Midden-Amerika en leeft endemisch in Honduras. Craugastor milesi wordt bedreigd door het verlies van habitat. Men dacht dat de soort was uitgestorven tijdens een zoektocht van 1992 tot 1996. In 2008 werd er één gesignaleerd in Nationaal park Cusuco.